# 아스트라한 타타르인

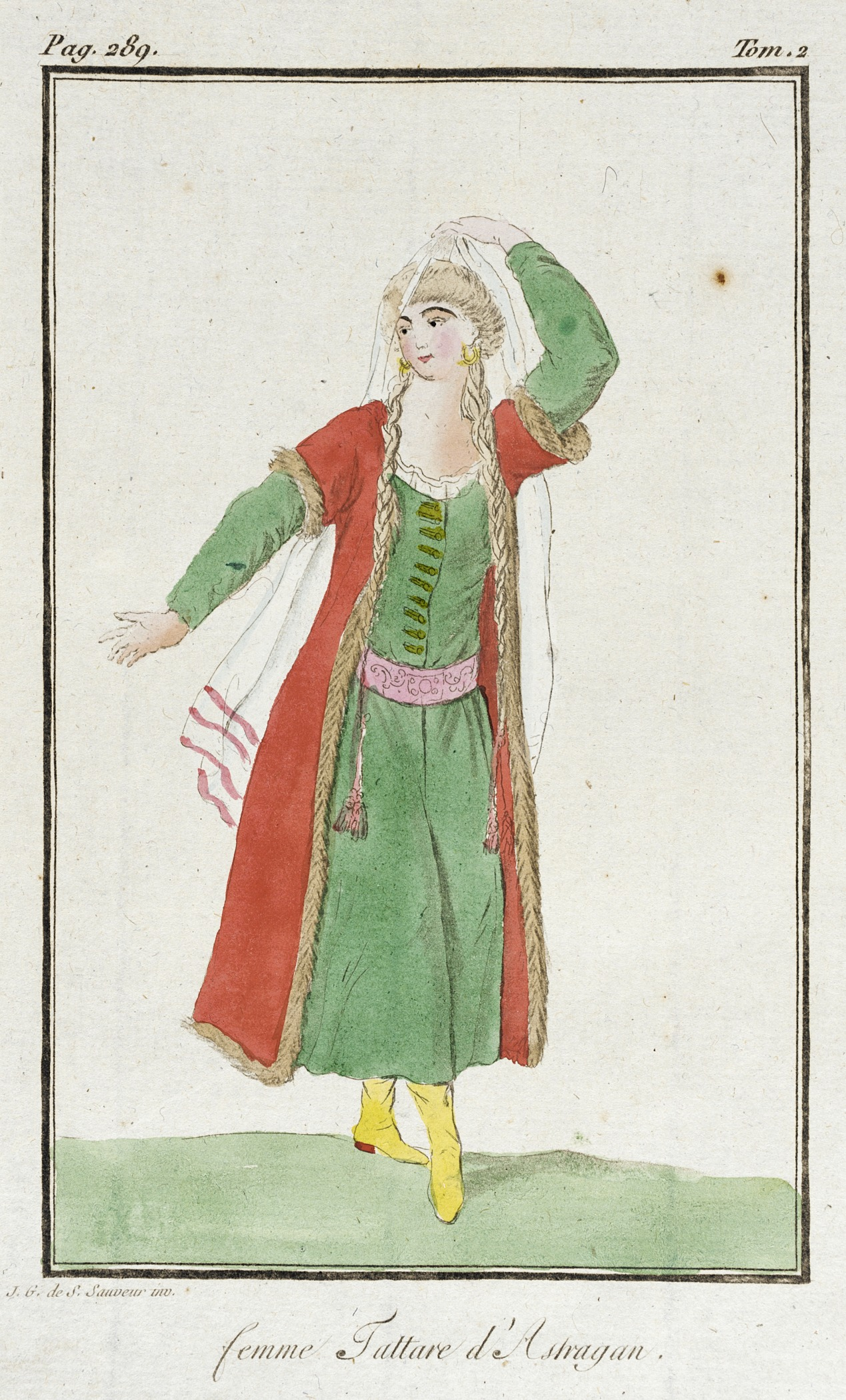

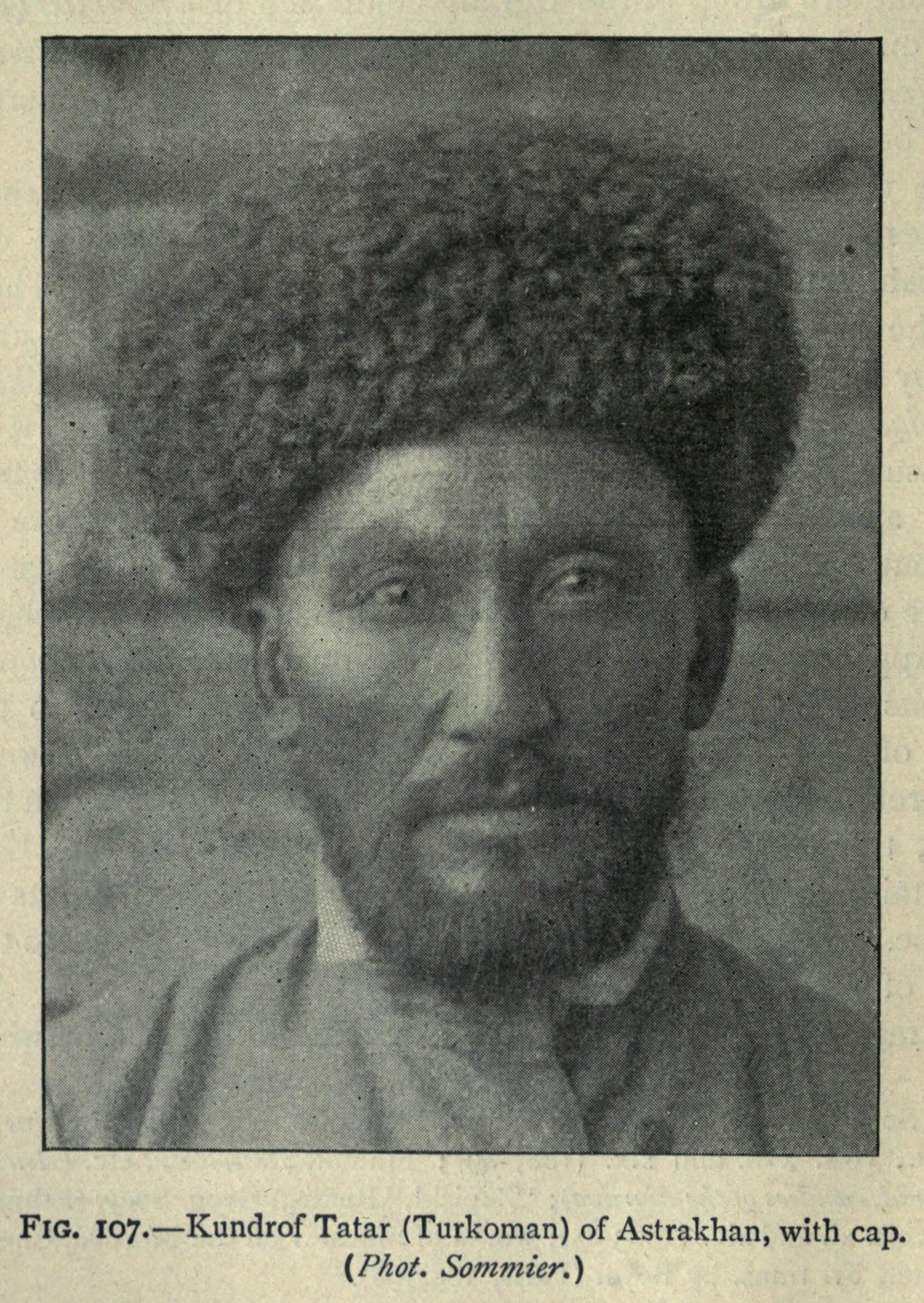

아스트라한 타타르인(언어 오류(tt-latn): Əsterxan tatarları, Əsterhan tatarlary, Ashtarkhan tatarları)은 타타르인의 민족 하위 집단이다.
15세기부터 17세기까지 아스트라한 타타르인은 노가이 칸국도 거주했던 아스트라한 칸국(1459-1556)에 살았으며, 아스트라한 타타르인은 노가이인에게 깊은 영향을 미쳤다. 17세기부터 아스트라한 타타르인과 볼가 타타르인 간의 상호 작용 및 민족 혼합이 증가했다.

## 인구

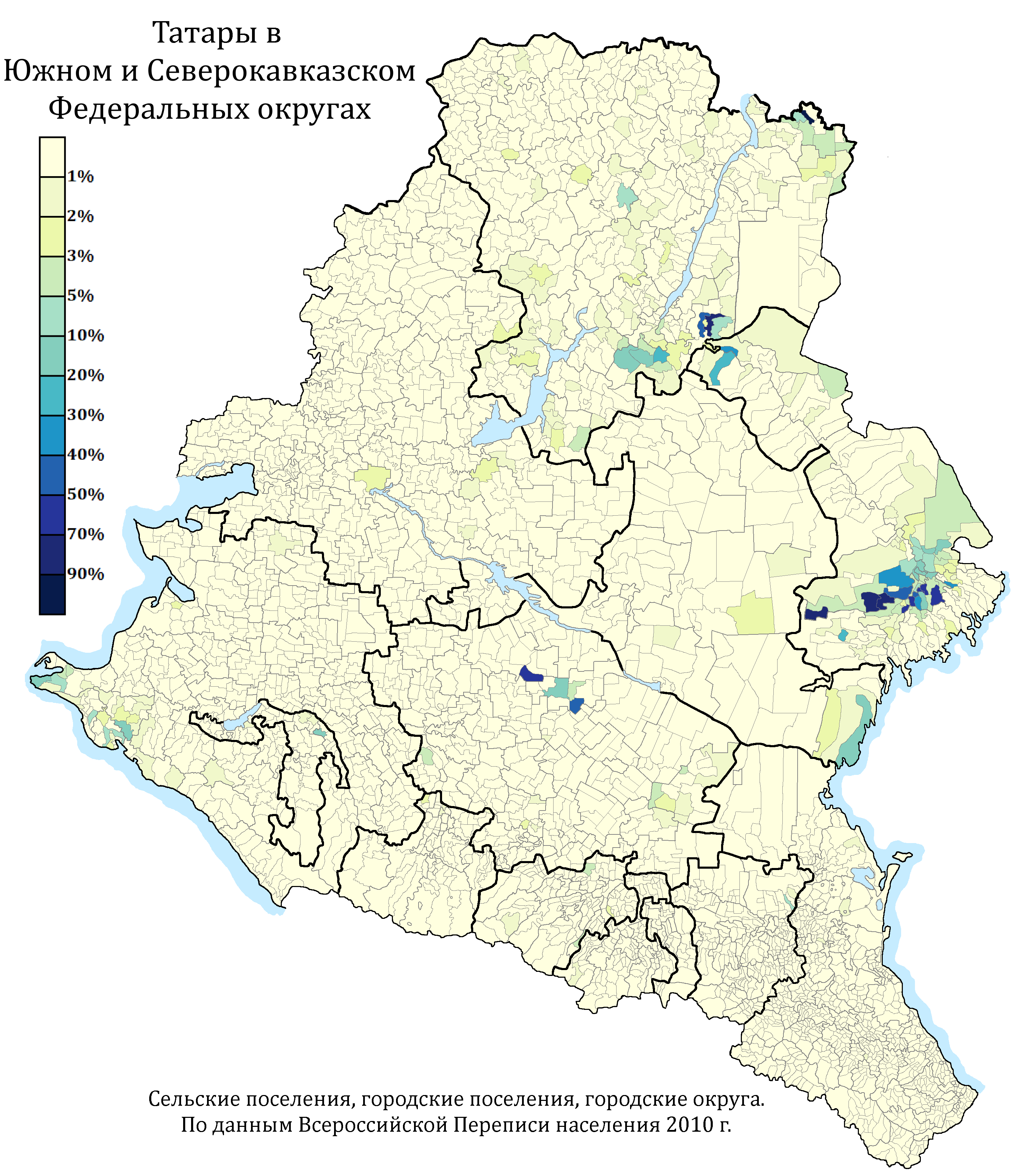
2010년 러시아 인구 조사 기준 남부 연방관구와 북캅카스 연방관구에서 도시 및 농촌 정착지에 따른 타타르인의 분포(%)

아스트라한 타타르인(약 6만 명)은 아스트라한 칸국의 유목민 후손으로, 주로 아스트라한주에 거주하는 타타르인의 한 그룹이다. 2010년 러시아 인구 조사에서 대부분의 아스트라한 타타르인은 자신을 단순히 타타르인이라고 밝혔으며, 소수만이 아스트라한 타타르인이라고 밝혔다. 많은 수의 볼가 타타르인이 아스트라한주에 살고 있으며 그들 간의 차이는 사라지고 있다.
1911년 브리태니커 백과사전 제11판에 따르면, "아스트라한 타타르인(약 1만 명)은 몽골계 칼미크인과 함께 한때 강력했던 아스트라한 제국에서 남은 전부이다. 이들 또한 농업인과 정원사이다..."
아스트라한(Ästerxan) 타타르어는 혼합 방언이지만, 약 43,000명은 중부(카잔) 방언에 동화되었다. 그들의 조상은 킵차크인, 하자르 및 일부 볼가 불가르인이다. (볼가 불가르인은 현대 아스트라한주와 볼고그라드주에 무역 식민지를 가지고 있었다.)
아스트라한 타타르인은 또한 Agrzhan을 동화시켰다.
아스트라한 타타르인은 쿤드로프, 유르트, 카라가시 타타르인으로 나뉜다. 후자는 때때로 카라시 타타르인이라고도 불린다.

## 문화

### 20세기
1917년까지 아스트라한은 타타르 문화 및 사회 생활의 주요 중심지 중 하나였다. 일부 카잔 타타르인이 아스트라한에 정착했다. 1892년에는 "하층 계급" 마드라사가 운영되었다. 신문 "아자트 할리크"(1917-1919), "이렉"(1917), "이슬라"(1907), "타르티시"(1917-1919), "이델"(1907-1914, 1991년 재개). 뉴스 잡지 "아자트 하눔"(1917-1918), "마가리프"(1909), "휠"(1907) 등. 1907년부터 타타르 민속 극장이 운영되었다. 1919년에는 아스트라한 타타르 드라마 학교가 조직되었다.

### 현재
현재 아스트라한 지역에서는 타타르 민족 문화 기업 "두슬리크"와 타타르 청소년 센터 "우미드"(1989년 설립)가 운영되고 있다. 비영리 파트너십 Tatar business center (NP TDC)에서 "타타르 문화 보존 및 발전 센터"가 병행 운영된다.

## 저명한 아스트라한 타타르인
- 알렉스 배틀러 – 러시아-캐나다 학자이자 정치 작가.
- 리나트 다사예프 – 러시아 축구 코치이자 전 소련 골키퍼.
- 레나트 다블레티야로프 - 러시아 영화 감독, 영화 제작자, 시나리오 작가. (타타르인 아버지)
- 메르지예 다부도바 – 러시아 태생 소비에트 아제르바이잔 배우[5]

## 자료
- DM 이스하코프. 아스트라한 타타르: 18세기 – 20세기 초의 민족 정착 및 인구 역학. 카잔, 1992. - pp. 5-33.
- 타타르인. 러시아의 민족. 백과사전. - 모스크바, 1994. - pp. 320–321.